# Walter de Coventre

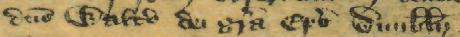
Der Name Walters in einer Urkunde von 1365

Walter de Coventre († 1371) war ein schottischer Geistlicher. Ab 1361 war er Bischof von Dunblane.

## Herkunft und Ernennung zum Bischof
Walter de Coventre entstammte vermutlich einer schottischen Familie, die sich nach der englischen Stadt Coventry benannte. Mehrere Mitglieder der Familie hatten geistliche Pfründen in England, Wales und Schottland inne. Walter studierte spätestens ab 1333 an der Universität von Paris. Vor 1350 hatte er einen Abschluss als Magister erreicht, dazu war er Doktor des kanonischen Rechts und Bachelor des Römischen Rechts. Vermutlich war er der Walter, der 1350 als Professor an der Universität Orléans tätig war. Zur Finanzierung seiner Studien erhielt er zahlreiche Pfründen in Schottland. Er war Kanoniker an der Kathedrale von Dunkeld, hatte eine Pfründe in der Diözese Ross und war Rektor von Inverarity in der Diözese St Andrews. Dazu gehörte er dem Kollegiatstift von Abernethy an. Ämter als Archidiakon der Diözese Dunblane und als Kanoniker an der Kathedrale von Elgin hatte er vermutlich nicht angenommen, doch noch 1349 wurde er zum Dekan der St Machar’s Cathedral ernannt. Obwohl er mit seinen zahlreichen Pfründen ein Pluralist war, war er bislang nur zum Subdiakon geweiht worden. Nach dem Tod von Bischof William wurde der hochgebildete Walter zum Bischof des Bistums Dunblane gewählt. Damit war er nach Bischof Clement der erste Bischof der Diözese, der nachweislich einen Abschluss als Magister gemacht hatte. Allerdings ist von den meisten früheren Bischöfen nicht ihre Herkunft und Ausbildung bekannt. Da die schottischen Diözesen direkt der Kurie unterstanden, musste Walters Wahl von Papst Innozenz VI. bestätigt werden. Der Papst tadelte ihn zunächst, da er sich selbst die Ernennung eines neuen Bischofs von Dunblane vorbehalten hatte. Dann erklärte er die Wahl von Walter für nichtig, ernannte ihn aber dann am 18. Juni 1361 doch zum Bischof. Walter sollte zur Bischofsweihe nach Avignon kommen, wobei der Papst für die Ernennung nun eine Gebühr von ihm forderte.

## Tätigkeit als Bischof
Da die mittelalterlichen Urkunden der Diözese Dunblane verloren gegangen sind, ist auch über Walters Tätigkeit als Bischof nur wenig bekannt. Im Februar 1365 verkleinerte er das Kollegiatstift Abernethy, dem er selbst angehört hatte, von zehn auf fünf Kanoniker, da das Stift durch Kriege und Brände verarmt war und nicht mehr die ursprünglich geplante Zahl von Kanonikern versorgen konnte. Allerdings gab Papst Gregor XI. erst 1373, zwei Jahre nach Walters Tod, den Auftrag, die Rechtmäßigkeit der Verkleinerung zu überprüfen. Nachdem Bischof Wilhelm de Landallis von St Andrews die Notwendigkeit der Verkleinerung bestätigt hatte, wurde sie 1375 umgesetzt. Auch während Walters Amtszeit musste die Diözese einen Anteil für das hohe Lösegeld für die Freilassung von König David II. aufbringen. 1366 sollte die Diözese über £ 407 zahlen, worin der Anteil des Bischofs in Höhe von über £ 30 bereits enthalten war. Beim Tod des Königs 1371 war das Lösegeld noch nicht vollständig gezahlt worden. Ein Teil der Restschuld wurde den Schotten erlassen, so dass der von Dunblane aufzubringende Anteil um £ 200 reduziert wurde. Im Juni 1369 gehörte Walter der schottischen Gesandtschaft an, die mit einer englischen Gesandtschaft Friedensverhandlungen führte. Nach Abschluss der Verhandlungen vereinbarten die Gesandtschaften am 20. Juli 1369 einen vierzehnjährigen Waffenstillstand. Im Juni 1370 gehörte Walter zu den schottischen Gesandten, die in Westminster die Erneuerung des Waffenstillstands bezeugten. Dazu bezeugte Walter mindestens eine königliche Urkunde und gehörte 1368 und 1369 Ausschüssen des Parlaments an. Im Auftrag der Kurie hatte er am 13. März 1366 John, Steward of Kyle, dem ältesten Sohn von Robert Stewart, einen Dispens erteilt, da er die mit ihm zu nah verwandte Annabella Drummond geheiratet hatte. John wurde später als Robert III. schottischer König. Nach dem Tod von David II. wurde Robert Stewart als Robert II. neuer König. Am 26. März 1371 schwor Walter in Scone im Gegensatz zu den meisten anderen Magnaten und Prälaten dem neuen König nur die Treue. Warum er ihm nicht huldigte, ist unklar. David II. hatte sich noch 1370 von seiner zweiten Frau Margaret Drummond scheiden lassen. Nach dem Tod von David II. wandte sich Margaret 1371 an Papst Gregor XI., um die Rückgabe ihrer Juwelen und Ländereien zu erreichen. Der Papst beauftragte drei schottische Bischöfe, darunter Walter, sich beim neuen König Robert II. zugunsten von Margaret einzusetzen. Walter konnte vor seinem Tod aber nur wenig für sie erreichen, da Margaret am Königshof unbeliebt war. Er starb vermutlich im Spätherbst 1371.